# Federación de Iglesias Reformadas
La Federación de Iglesias Reformadas ( FORC ) es una denominación reformada, fundada en 1990, en Estados Unidos.
La denominación difiere de otras denominaciones reformadas en los Estados Unidos al adoptar una escatología optimista y comunión infantil .
Formada en 1990, la Federación de Iglesias Reformadas ha dado la bienvenida a iglesias y miembros anteriormente anabautistas, bautistas y carismáticos. En 2014, la denominación tenía 9 iglesias y plantó una nueva iglesia en Brasil en 2015. Sin embargo, en 2016 la iglesia abandonó la denominación y se unió a la Iglesia Presbiteriana Reformada - Presbiterio de Hannover. Desde 2022, quedan 5 iglesias en la denominación. 
Dos de esas cinco iglesias se habían unido a la Comunión de Iglesias Evangélicas Reformadas en 2019: Christ Church, en Ithaca, Nueva York y Sovereign Christ Church, en Mount Gilead, Ohio . Ambas denominaciones comparten las mismas doctrinas centrales, lo que permite una gran diversidad entre las iglesias locales y la afiliación dual. Además, la Iglesia Anglicana de St. Stephen, en Williamsville, Nueva York, es miembro asociado de la Federación de Iglesias Reformadas, pero está principalmente afiliada a la Comunión Anglicana .
Adopta el Credo de los Apóstoles, el Credo Niceno-Constantinopolitano y la Declaración de Calcedonia como doctrinas oficiales. A diferencia de la mayoría de las denominaciones presbiterianas y reformadas continentales, adopta una escatología y comunión infantil (la práctica de dar la Eucaristía, a menudo en forma de vino consagrado mezclado con pan consagrado, a los niños pequeños) optimistas. </ref>
Cada iglesia local de la denominación debe adoptar una "confesión de fe" reformada. En otros asuntos, la denominación permite que sus iglesias adopten doctrinas diferentes. Entre las iglesias afiliadas se encuentran la presbiteriana, la reformada continental y la reformada anglicana .